# Rötjärnen (Grundsunda socken, Ångermanland)
Rötjärnen är en sjö i Örnsköldsviks kommun i Ångermanland och ingår i Gideälvens huvudavrinningsområde. Sjön har en area på 0,0467 kvadratkilometer och ligger 61,6 meter över havet.

## Delavrinningsområde
Rötjärnen ingår i det delavrinningsområde (703315-166344) som SMHI kallar för Namn saknas. Medelhöjden är 65 meter över havet och ytan är 8,72 kvadratkilometer. Räknas de 419 avrinningsområdena uppströms in blir den ackumulerade arean 3 437,53 kvadratkilometer. Avrinningsområdets utflöde Gideälven mynnar i havet. Avrinningsområdet består mestadels av skog (67 procent), öppen mark (10 procent) och jordbruk (11 procent). Avrinningsområdet har 0,34 kvadratkilometer vattenytor vilket ger det en sjöprocent på 3,9 procent.